# 奉書紙
奉書紙（ほうしょし、ほうしょがみ）は、和紙の一種。

## 概要
元々は原料を楮とする和紙である楮紙のうち、白土などを混ぜて漉きあげたもので、日本の歴史上、奉書などの古文書で使用された。
現代では、パルプを原料とするものも含めた白くてしっかりした和紙の総称となっており、日本画制作における支持体や裏打ち紙、木版の版画用紙などの絵画材料に使用されている。
手漉きの越前奉書は、最高級の奉書紙とされている。

## 奉書紙の歴史的分類
日本で文書をはじめ典籍、教典等の文字を書くときに使用されていた紙である「料紙」には、楮紙が多く使われてきた。上島有は楮紙を、白土や白米の粉を混ぜて漉きあげたものが奉書紙であり、白土などを混ぜないものを「美濃紙」と分類している。

## 奉書紙の歴史
「奉書紙」の言葉がはじめて登場する史料は戦国時代後期に興福寺大乗院の門跡であった尋憲が著した『尋憲記』元亀四（1573）年正月27日条の「奉書かみ」を越前で買い求めたという記事であり、このことから一般に奉書紙は江戸時代のものとされる。ただし、奉書紙の言葉はなくても、中世の古文書で使われた料紙の多くは奉書紙の系統に属すると考えられる。

## 奉書紙の現代の用途
日常の暮らしに関わる材料として障子紙や写経用紙、神道の祝詞用、表具の裏打ち、照明、など幅広く利用されている。
それぞれの産地に適した楮のブレンドがある。
基本的な構造は楮紙と同じであるが、黄蜀葵（ トロロアオイ）の根や白土などを混ぜてより強度と厚みを増やしている。
楮紙の原料である楮は、桑科の落葉低木で比較的栽培しやすく、毎年切り株から生える枝の靭皮繊維（茎の周辺部分の繊維）を使用。楮の繊維は10～15ｍｍほどで、他の和紙に用いられる雁皮（がんぴ）や三椏（みつまた）などの原料繊維に比べ太くて長く、繊維同士の絡みがよいため、出来上がる紙は破れにくくとても強度がある。
楮の産地としては、栃木の那須楮、高知の土佐楮などが有名で品質も良い。現在は外国産の楮も多く輸入されている。
代表的な楮紙としては、奉書紙（福井県）、細川紙（埼玉県）、石州紙（島根県）、本美濃紙・薄美濃紙（岐阜県）、程村紙（栃木県）、西ノ内紙（茨城県）、美栖紙（奈良県）などがある。

## 越前奉書
福井県越前市大滝町で、和紙職人の九代目岩野市兵衛（人間国宝）の手漉きにより抄造される越前和紙。
300回に及ぶ版の摺り重ねにも摺り耐え、紙の伸縮によるズレも小さい強さがあるという。近年では浮世絵の復刻版を摺る際にも使用されている。
木版画の上質な版画用紙として現代美術作家に重宝されている。紙の裏表は、紙肌が滑らかな面が表側で、ザラつきのある面が裏側になる。
木版画で使用する場合には、版木に載せる前に湿らせたボール紙や新聞紙に紙を挟み込み、適度に湿らせることが必要。
人間国宝が漉く奉書紙ということもあり、1枚の値段が高価なのが若い美大生にはネックなのだが需要も多い。

## 奉書焼
スズキやアマダイを奉書紙で包み、時間を掛けて焼き上げる料理を奉書焼という。スズキを使ったものは島根県松江市の郷土料理の一つ。